# Ilha de Hong Kong (eleitorado de 2008-2012)
Ilha de Hong Kong (em inglês Hong Kong Island) é um eleitorado geográfico honconguês na Conselho Legislativo de Hong Kong. Membros representando essa área incluem:
- Tanya Chan
- Audrey Eu Yuet Mee
- Regina Ip Lau Suk Yee
- Jasper Tsang Yok Sing
- Kam Nai Wai
- Cyd Ho Sau Lan

Estes deputados são eleitos por sufrágio universal directo pelos habitantes da Ilha de Hong Kong.